# Calanthe rhodochila
Calanthe rhodochila är en orkidéart som beskrevs av Rudolf Schlechter. Calanthe rhodochila ingår i släktet Calanthe och familjen orkidéer.

## Underarter
Arten delas in i följande underarter:
- C. r. reconditiflora
- C. r. rhodochila